# Ferrari F154
Ferrari F154 è la denominazione di una famiglia di motori a benzina V8 biturbo a iniezione diretta, progettati e prodotti da Ferrari dal 2013 e montati su vetture a marchio Ferrari e Maserati.
A partire dalla Maserati Quattroporte GTS del 2013, questi motori hanno progressivamente sostituito il precedente V8 aspirato, il Ferrari F136. Sono i primi motori Ferrari turbocompressi dal 1987, quando venne introdotto il V8 2.9 biturbo della Ferrari F40 (siglato F120A).

## Descrizione
I motori F154 sono caratterizzati da un angolo di 90° tra le due bancate, e hanno il blocco motore e le testate in lega di alluminio. Il sistema di sovralimentazione utilizza due turbocompressori twin-scroll con raffreddamento ad acqua, prodotti da IHI, e due intercooler aria-aria. La distribuzione si compone di 32 valvole (4 per cilindro) attuate da due alberi a camme in testa per bancata; la catena di distribuzione è collocata sul lato del volano. Tutti i motori sono dotati di iniezione diretta e di fasatura variabile, sia in aspirazione che in scarico.
Le versioni montate su vetture Ferrari hanno albero a gomiti flatplane e lubrificazione a carter secco. I collettori di scarico sono fabbricati unendo più pezzi di acciaio per far sì che abbiano uguale lunghezza; l'alloggiamento dei turbocompressori adotta una simile tecnologia, essendo costituito da 3 parti saldate. Tale alloggiamento è posto appena sopra i collettori di scarico per minimizzare il turbo lag.
La versione Maserati ha un albero a gomiti crossplane e lubrificazione a carter umido. I collettori di scarico e gli alloggiamenti delle turbine sono integrati in un unico pezzo. Sulla Quattroporte GTS è presente una funzione di overboost che aumenta la coppia massima da 650 Nm (da 2000 a 4000 rpm) a 710 Nm (da 2250 a 3500 rpm).
Dal motore F154 BB della Ferrari California T è stato derivato nel 2016 il propulsore Alfa Romeo 2.9 V6 biturbo montato su Giulia Quadrifoglio e Stelvio Quadrifoglio, erogante 510 CV a 6500 giri/min e 600 Nm di coppia tra 2500 e 5000 rpm. Prodotto nello stabilimento Fiat Powertrain di Termoli, questo motore condivide con il V8 da cui deriva alesaggio, corsa, angolo tra le bancate e cilindrata unitaria, pur avendo una potenza specifica maggiore. Inoltre sempre dal V8 F154, nel 2020 viene derivato il 3,0 litri V6 denominato Maserati Nettuno montato sulla MC20, con la condivisione di alcune componenti con quello della Giulia Quadrifoglio.

## Riconoscimenti
Il motore F154 CB ha totalizzato 7 riconoscimenti nella competizione International Engine of the Year, tra cui 2 titoli di International Engine of the Year nel 2016 e nel 2017. Il propulsore ha anche ottenuto la vittoria nelle categorie 3-to-4 litre e Best Performance Engine nel 2016 e 2017. Nel 2016 ottenne anche il riconoscimento di Best New Engine.

## Applicazioni

### Ferrari
Nell'elenco sono presenti solo i motori e gli step di potenza relativi ai modelli di serie

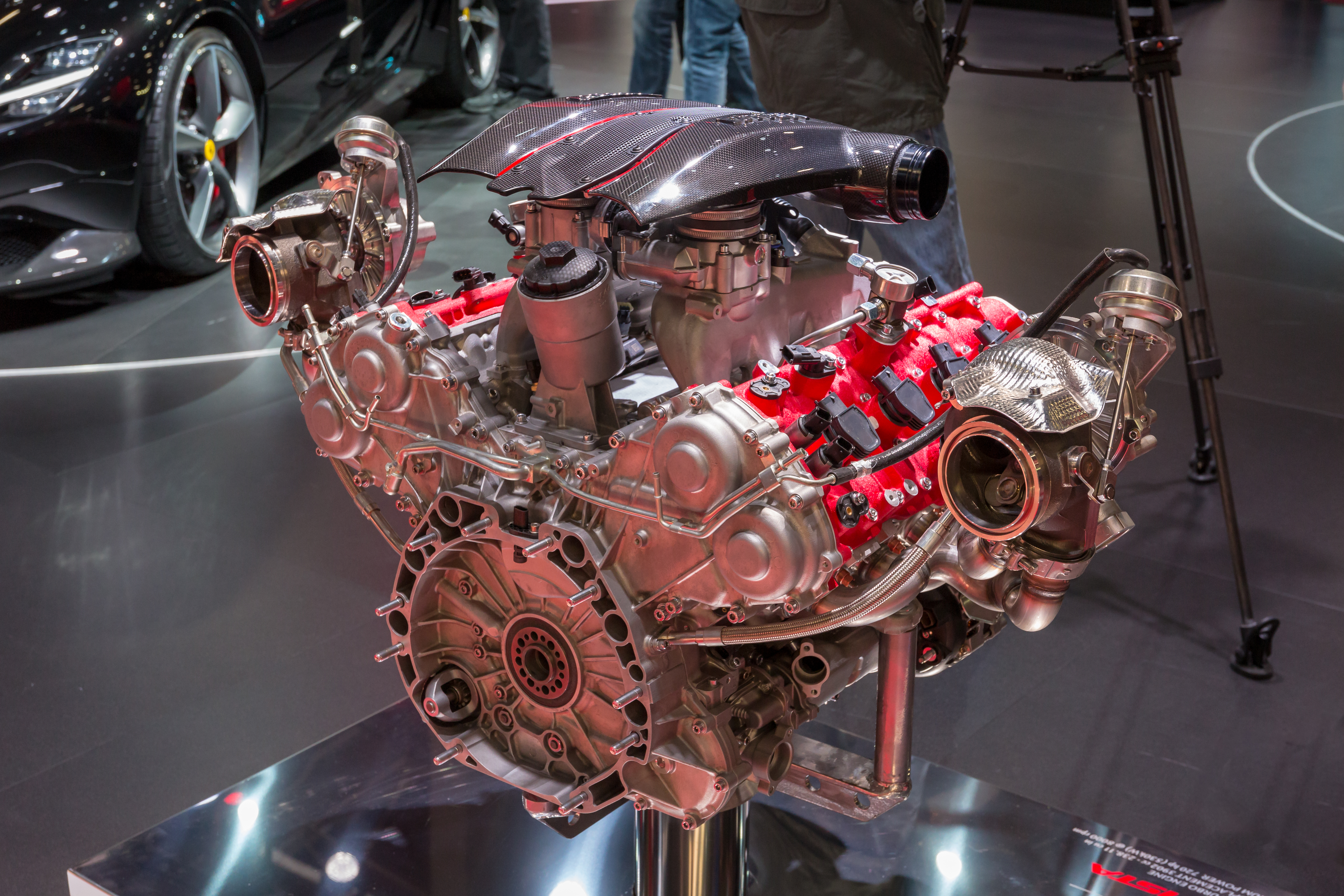
Il motore F154 CD della Ferrari 488 Pista

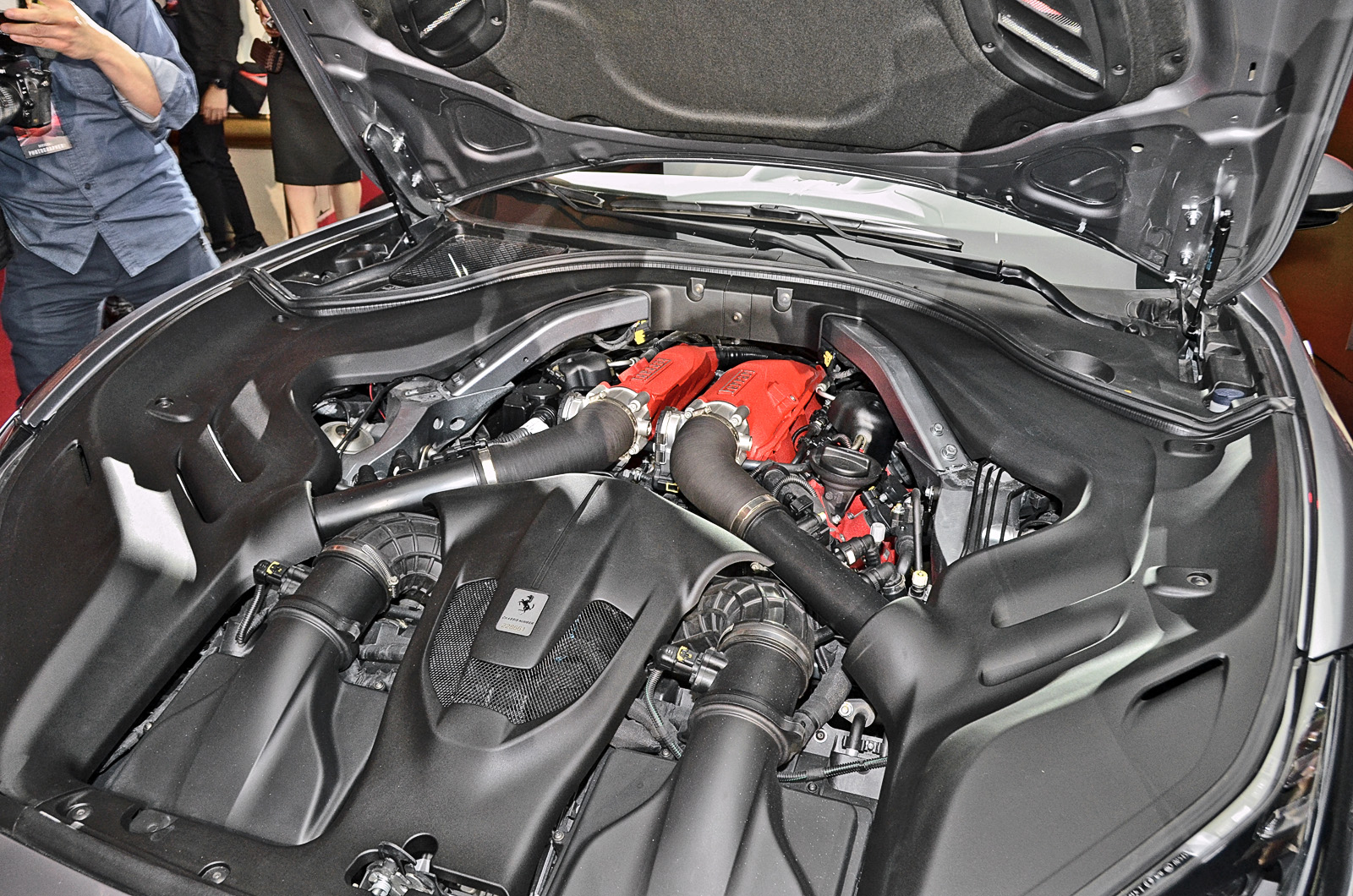
Vista del motore F154 montato in una Ferrari Portofino

| Codice motore | Cilindrata Alesaggio x corsa | Anni di produzione | Vetture                                         | Potenza                    | Coppia            |
| ------------- | ---------------------------- | ------------------ | ----------------------------------------------- | -------------------------- | ----------------- |
| F154 BB       | 3855 cc 86.5 x 82.0 mm       | 2014–2017          | Ferrari California T                            | 560 cv a 7500rpm           | 755 Nm a 4750 rpm |
| F154 CB       | 3902 cc 86.5 x 83.0 mm       | 2015–2019          | Ferrari 488 GTB Ferrari 488 Spider              | 670 cv a 8000 rpm          | 760 Nm a 3000 rpm |
| F154 BD       | 3855 cc 86.5 x 82.0 mm       | 2017–2020          | Ferrari GTC4Lusso T                             | 610 cv a 7500 rpm          | 760 Nm a 3000 rpm |
| F154 BE       | 3855 cc 86.5 x 82.0 mm       | 2018–2020          | Ferrari Portofino                               | 600 cv a 7500 rpm          | 760 Nm a 3000 rpm |
| F154 BH       | 3855 cc 86.5 x 82.0 mm       | 2019–in produzione | Ferrari Roma Ferrari Portofino M Ferrari Amalfi | da 620 cv a 640 a 7500 rpm | 760 Nm a 5750 rpm |
| F154 CD       | 3902 cc 86.5 x 83.0 mm       | 2018–2019          | Ferrari 488 Pista Ferrari 488 Pista Spider      | 720 cv a 8000 rpm          | 770 Nm a 3000 rpm |
| F154 CG       | 3902 cc 86.5 x 83.0 mm       | 2019–2021          | Ferrari F8 Tributo Ferrari F8 Spider            | 720 cv a 7000 rpm          | 770 Nm a 3250 rpm |
| F154 FA       | 3990 cc 88.0 x 82.0 mm       | 2019–in produzione | Ferrari SF90 Stradale Ferrari SF90 Spider       | 780 cv a 7500 rpm          | 800 Nm a 6000 rpm |
| F154 FB       | 3990 cc 88.0 x 82.0 mm       | 2023–in produzione | Ferrari SF90 XX Stradale Ferrari SF90 XX Spider | 797 cv a 7900 rpm          | 804 Nm a 6250 rpm |

### Maserati
| Codice motore | Cilindrata Alesaggio x corsa | Anni di produzione | Vetture                      | Potenza           | Coppia                                                            |
| ------------- | ---------------------------- | ------------------ | ---------------------------- | ----------------- | ----------------------------------------------------------------- |
| F154 AM       | 3799 cc 86.5 x 80.8 mm       | 2013–2018          | Maserati Quattroporte GTS    | 530 cv a 6800 rpm | 650 Nm da 2000 a 4000 rpm 710 Nm da 2250 a 3500 rpm con overboost |
| F154 AM       | 3799 cc 86.5 x 80.8 mm       | 2018–2024          | Maserati Levante GTS         | 550 cv a 6250 rpm | 730 Nm da 2250 a 5000 rpm                                         |
| F154 AM       | 3799 cc 86.5 x 80.8 mm       | 2018–2024          | Maserati Levante Trofeo      | 590 cv a 6250 rpm | 730 Nm da 2250 a 5000 rpm                                         |
| F154 AM       | 3799 cc 86.5 x 80.8 mm       | 2020–in produzione | Maserati Ghibli Trofeo       | 580 cv a 6750 rpm | 730 Nm da 2250 a 5250 rpm                                         |
| F154 AM       | 3799 cc 86.5 x 80.8 mm       | 2020–2024          | Maserati Quattroporte Trofeo | 580 cv a 6750 rpm | 730 Nm da 2250 a 5250 rpm                                         |